# Terry Cox

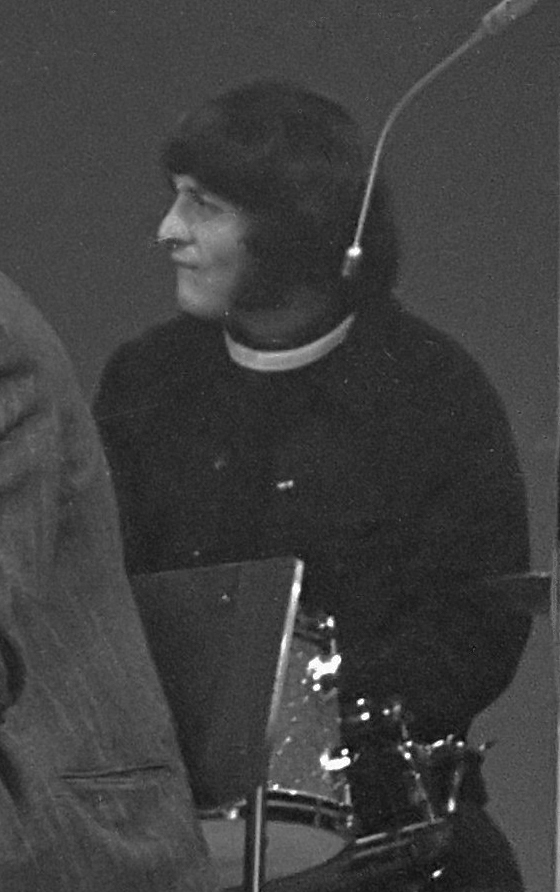
Terry Cox (1969)

Terence William Harvey „Terry“ Cox (* 13. März 1937 in High Wycombe, Buckinghamshire) ist ein britischer Schlagzeuger des Folkjazz.

## Leben und Wirken
Cox spielte nach Unterricht bei Jack Peach ab 1960 bei Michael Garrick, dann bei Lenny Felix und bei Sandy Brown. Mitte der 1960er Jahre gehörte er zur Blues Incorporated von Alexis Korner, nahm mit Duffy's Nucleus von Duffy Power auf und war in der Hausband von Ronnie Scott’s Jazz Club. Mit Danny Thompson wechselte er 1967 von Korner in die Folkband Pentangle, der er bis zu ihrer (vorläufigen) Auflösung 1973 angehörte. Daneben spielte er mit Benny Carter und Barney Kessel sowie mit Roger Webb (1970) und dem Orchestra von Bobby Lamb und Ray Premru (1971). Auch war er an Einspielungen von The Humblebums, Bert Jansch und John Renbourn ebenso wie von Shirley Collins, Dana Gillespie und David Bowie beteiligt. Zwischen 1974 und 1982 gehörte er zur Band von Charles Aznavour, war aber auch Sessionmusiker für Ashton & Lord und Elton John. Ein Verkehrsunfall 1982 beeinträchtigte Cox für lange Jahre. Seit der Neugründung von Pentangle 1985 gehörte er der Band bis 1990 wieder an, mit der er noch einmal 2008 auf Tournee ging.
Im Jazzbereich nahm Cox mit Ray Warleigh (1969), Harold McNair (1970), Cleo Laine (1976) oder Digby Fairweather (2002) auf. Seine Kompositionen werden auch von Grover Washington und Spyro Gyra interpretiert.
Bereits seit 1971 lebt Cox auf Menorca, wo er lange mit seiner Frau ein Restaurant führte und auch mit lokalen Bands auftrat.

## Diskographische Hinweise
- Twice Upon a Time

## Lexikalische Einträge
- John Chilton Who's Who of British Jazz 2004